# Loyabad
Loyabad è una suddivisione dell'India, classificata come census town, di 32.695 abitanti, situata nel distretto di Dhanbad, nello stato federato del Jharkhand. In base al numero di abitanti la città rientra nella classe III (da 20.000 a 49.999 persone).

## Geografia fisica
La città è situata a 23° 46' 48 N e 86° 21' 43 E.

## Società

### Evoluzione demografica
Al censimento del 2001 la popolazione di Loyabad assommava a 32.695 persone, delle quali 18.047 maschi e 14.648 femmine. I bambini di età inferiore o uguale ai sei anni assommavano a 4.911, dei quali 2.513 maschi e 2.398 femmine. Infine, coloro che erano in grado di saper almeno leggere e scrivere erano 18.854, dei quali 12.400 maschi e 6.454 femmine.